# Liste jüdischer Museen
Die Liste jüdischer Museen gibt einen Überblick zu jüdischen Museen weltweit.
Die Liste ist möglicherweise unvollständig

## Liste
| Museum                                                                | Ort                                        | Land                   | Anmerkungen | Bild                                                                                 |
| --------------------------------------------------------------------- | ------------------------------------------ | ---------------------- | --- | ------------------------------------------------------------------------------------ |
| Aktives Museum Spiegelgasse                                           | Wiesbaden                                  | Deutschland            | |                                                                                      |
| Aktives Museum Südwestfalen                                           | Siegen                                     | Deutschland            | Nachdem die Siegener Synagoge im Obergraben am beim Novemberpogrom 1938 von SS und SA niedergebrannt wurde, errichtete man 1941 auf den Ruinen einen Hochbunker. 1996 wurde in dessen Räumlichkeiten das Aktive Museum Südwestfalen eröffnet. |                                                                                      |
| ANU – Musej'on ha-ʿAm ha-Jehudi                                       | Tel Aviv-Jaffa                             | Israel                 | |                                                                                      |
| Begegnungsstätte Alte Synagoge Wuppertal                              | Wuppertal                                  | Deutschland            | Die Begegnungsstätte Alte Synagoge Wuppertal ist eine Gedenkstätte für die Opfer des Nationalsozialismus und seit April 2011 auch ein jüdisches Museum. Sie befindet sich im Zentrum von Wuppertal-Elberfeld, genau dort, wo bis zur so genannten „Reichskristallnacht“ im November 1938 die Synagoge stand. „Tora und Textilien“ heißt die Ausstellung des Museums. Zu sehen sind hier Objekte, Dokumente und Bilder zur Religion und Geschichte der Juden in Wuppertal und im Bergischen Land von den ersten Spuren bis in die Gegenwart.                   | Begegnungsstätte Alte Synagoge von außen, links alte Mauer als Überrest der Synagoge |
| Capital Jewish Museum                                                 | Washington, D.C.                           | Vereinigte Staaten     | Am 21. Mai 2025 wurde vor diesem Museum das Attentat auf Mitarbeiter der israelischen Botschaft begangen. |                                                                                      |
| Casa de Sefarad                                                       | Córdoba                                    | Spanien                | |                                                                                      |
| Centrum Żydowskie w Oświęcimiu                                        | Oświęcim (Auschwitz)                       | Polen                  | |                                                                                      |
| Cohn-Scheune                                                          | Rotenburg                                  | Deutschland            | |                                                                                      |
| Contemporary Jewish Museum (CJM)                                      | San Francisco                              | Vereinigte Staaten     | |                                                                                      |
| David Baazov Museum of History of Jews of Georgia                     | Tiflis                                     | Georgien               | |                                                                                      |
| Dänisches Jüdisches Museum                                            | Kopenhagen                                 | Dänemark               | |                                                                                      |
| Deutsch-Jüdisches Museum Santiago                                     | Vitacura                                   | Chile                  | Chilenische Kulturinstitution (span. Museo Judío Alemán de Santiago) mit Hauptsitz in Santiago, mit dem Ziel die Erinnerungskultur und das Erbe deutsch-jüdischer Einwanderer auf chilenischem Territorium zu bewahren. | Bild gesucht BW                                                                      |
| Muzejs Ebreji Latvijā                                                 | Riga                                       | Lettland               | Hauptaufgabe des 1989 eröffneten Museums „Juden in Lettland“ (lett.: Muzejs „Ebreji Latvijā“) ist die Erforschung und Popularisierung der Geschichte der Juden in Lettland. Das Museum befindet sich im historischen Gebäude der jüdischen Gemeinde in Riga. |                                                                                      |
| Erinnerungsort Badehaus                                               | Wolfratshausen                             | Deutschland            | Der Erinnerungsort Badehaus ist ein zeitgeschichtliches Museum am Kolpingplatz in Waldram, einem Stadtteil von Wolfratshausen, etwa 30 km südlich von München. Es dokumentiert die Geschichte der Siedlung seit ihrer Gründung 1939 u. a. die des Lager Föhrenwalds, einem ehemaligen Lager für jüdische Displaced-Persons nach dem Zweiten Weltkrieg. |                                                                                      |
| Evraiko Mousio tis Ellados                                            | Athen                                      | Griechenland           | |                                                                                      |
| Evraiko Mousio Rodou                                                  | Rhodos                                     | Griechenland           | |                                                                                      |
| Evraiko Mousio Thessalonikis                                          | Thessaloniki                               | Griechenland           | |                                                                                      |
| Galicia Jewish Museum                                                 | Krakau                                     | Polen                  | |                                                                                      |
| Gedenkstätte Landjuden an der Sieg                                    | Windeck                                    | Deutschland            | |                                                                                      |
| Humberghaus                                                           | Dingden                                    | Deutschland            | Landjudentum im südlichen Westmünsterland, Originalwohn- und Wirtschaftsgebäude einer Familie 1800–1941, eröffnet 2012 |                                                                                      |
| Interactive Museum of Jewish Montreal (IMJM)                          | Montreal                                   | Kanada                 | Musée du Montréal juif |                                                                                      |
| Irish Jewish Museum                                                   | Dublin                                     | Irland                 | |                                                                                      |
| Jevrejski istorijski muzej                                            | Belgrad                                    | Serbien                | |                                                                                      |
| Jewish History Museum                                                 | Tucson                                     | Vereinigte Staaten     | |                                                                                      |
| Jewish Museum of Australia                                            | Melbourne                                  | Australien             | |                                                                                      |
| Jewish Museum London                                                  | London                                     | Vereinigtes Königreich | |                                                                                      |
| Jødisk Museum i Oslo                                                  | Oslo                                       | Norwegen               | Das Museum in der Calmeyers Straße 15B in Oslo wurde von Kronprinz Haakon 8 im September 2008 eröffnet. |                                                                                      |
| The Jewish Museum                                                     | New York City                              | Vereinigte Staaten     | |                                                                                      |
| Jewish Pioneer’s Memorial Museum                                      | Port Elizabeth                             | Südafrika              | |                                                                                      |
| Jüdisches Museum Amsterdam                                            | Amsterdam                                  | Niederlande            | |                                                                                      |
| Judaica-Museum Worms                                                  | Worms                                      | Deutschland            | |                                                                                      |
| Jüdisches Museum Augsburg Schwaben                                    | Augsburg                                   | Deutschland            | Das Jüdische Museum Augsburg Schwaben wurde 1985 im Westtrakt der Augsburger Synagoge (erbaut 1914–1917) eingerichtet. Das Museum war 1985 das erste selbstständige Jüdische Museum in der Bundesrepublik Deutschland. Das Museum hat zwei Standorte. Am Standort Innenstadt ist die Dauerausstellung sowie die Synagoge zu besuchen, die von der Israelitischen Kultusgemeinde Schwaben-Augsburg genutzt wird. In der ehemaligen Synagoge Kriegshaber, der ältesten erhaltenen Synagoge in Bayerisch-Schwaben, sind vorwiegend Sonderausstellungen zu sehen. | Augsburg Synagoge.jpg                                                                |
| Jüdisches Kulturmuseum Veitshöchheim                                  | Veitshöchheim                              | Deutschland            | |                                                                                      |
| Jüdisches Museum und Zentrum für Toleranz                             | Moskau                                     | Russland               | am 10. November 2012 eröffnet |                                                                                      |
| Jüdisches Museum von Belgien                                          | Brüssel                                    | Belgien                | |                                                                                      |
| Jüdisches Museum Berlin                                               | Berlin                                     | Deutschland            | |                                                                                      |
| Jüdisches Museum des Braunschweigischen Landesmuseums Hinter Aegidien | Braunschweig                               | Deutschland            | |                                                                                      |
| Jüdisches Museum Braunschweig                                         | Braunschweig                               | Deutschland            | |                                                                                      |
| Jüdisches Museum Buttenhausen                                         | Münsingen                                  | Deutschland            | |                                                                                      |
| Jüdisches Museum Creglingen                                           | Creglingen                                 | Deutschland            | |                                                                                      |
| Jüdisches Museum Emmendingen                                          | Emmendingen                                | Deutschland            | |                                                                                      |
| Haus der jüdischen Kultur in der Alten Synagoge                       | Essen                                      | Deutschland            | |                                                                                      |
| Jüdisches Museum Erfurt in der Alten Synagoge                         | Erfurt                                     | Deutschland            | |                                                                                      |
| Jüdisches Museum Franken                                              | Standorte Fürth, Schnaittach und Schwabach | Deutschland            | |                                                                                      |
| Jüdisches Museum Frankfurt                                            | Frankfurt am Main                          | Deutschland            | Die Dauerausstellung teilt sich in zwei Standorte: Das Museum Judengasse in der Battonnstraße 47 thematisiert die Geschichte und Kultur von Juden in Frankfurt während der Frühen Neuzeit und bezieht dabei die Ruinen der ehemaligen Frankfurter Judengasse sowie den zweitältesten jüdischen Friedhof Deutschlands mit ein. Das Jüdische Museum im Rothschild-Palais am Bertha-Pappenheim-Platz 1 widmet sich der jüdischen Geschichte und Kultur seit der Jüdischen Emanzipation und wurde 2020 mit einer neuen Dauerausstellung wiedereröffnet.           |                                                                                      |
| Jüdisches Museum Gailingen                                            | Gailingen am Hochrhein                     | Deutschland            | |                                                                                      |
| Jüdisches Museum Göppingen                                            | Göppingen                                  | Deutschland            | |                                                                                      |
| Jüdisches Museum Hohenems (JMH)                                       | Hohenems                                   | Österreich             | |                                                                                      |
| Jüdisches Museum Hoya                                                 | Hoya                                       | Deutschland            | [ 12 ] |                                                                                      |
| Museum MiQua                                                          | Köln                                       | Deutschland            | in Bau |                                                                                      |
| Jüdisches Museum Meran                                                | Meran                                      | Italien                | |                                                                                      |
| Jüdisches Museum München                                              | München                                    | Deutschland            | |                                                                                      |
| Jüdisches Museum Rendsburg                                            | Rendsburg                                  | Deutschland            | |                                                                                      |
| Jüdisches Museum der Schweiz                                          | Basel                                      | Schweiz                | Kulturgeschichte der Juden in der Schweiz und in Basel, Dokumente des ersten Zionistenkongresses 1897; Dauer- und Wechselausstellungen seit der Eröffnung in 1966. |                                                                                      |
| Jüdisches Museum Steinbach am Glan                                    | Steinbach am Glan                          | Deutschland            | |                                                                                      |
| Jüdisches Museum Vogelsberg                                           | im Vogelsberg                              | Deutschland            | |                                                                                      |
| Jüdisches Museum Westfalen                                            | Dorsten                                    | Deutschland            | Am 28. Juni 1992 eröffnet, 2001 erweitert |                                                                                      |
| Jüdisches Museum der Stadt Wien (JMW)                                 | Wien                                       | Österreich             | |                                                                                      |
| Los Angeles Museum of the Holocaust (LAMH)                            | Los Angeles                                | Vereinigte Staaten     | Das 1961 gegründete Museum ist das älteste Holocaust-Museum in den USA. |                                                                                      |
| Manchester Jewish Museum                                              | Manchester                                 | Vereinigtes Königreich | |                                                                                      |
| Memorial da Imigração Judaica e do Holocausto                         | São Paulo                                  | Brasilien              | |                                                                                      |
| Musée d’art et d’histoire du Judaïsme (MAHJ)                          | Paris                                      | Frankreich             | |                                                                                      |
| Musée Judéo-Alsacien de Bouxwiller                                    | Bouxwiller                                 | Frankreich             | |                                                                                      |
| Musej'on Jahadut Italjah ʿal Schem Schlomoh Umberto Nachon            | Jerusalem                                  | Israel                 | |                                                                                      |
| Museo Carlo e Vera Wagner                                             | Triest                                     | Italien                | |                                                                                      |
| Museo de Historia de los Judíos                                       | Girona                                     | Spanien                | |                                                                                      |
| Museo della Sinagoga "Gerusalemme sull'Isonzo"                        | Görz                                       | Italien                | |                                                                                      |
| Museo ebraico Asti                                                    | Asti                                       | Italien                | |                                                                                      |
| Museo ebraico Bologna                                                 | Bologna                                    | Italien                | |                                                                                      |
| Museo ebraico Casale Monferrato                                       | Casale Monferrato                          | Italien                | |                                                                                      |
| Museo ebraico Fausto Levi                                             | Soragna                                    | Italien                | |                                                                                      |
| Museo ebraico Ferrara                                                 | Ferrara                                    | Italien                | |                                                                                      |
| Museo ebraico Firenze                                                 | Florenz                                    | Italien                | |                                                                                      |
| Museo ebraico Milano                                                  | Mailand                                    | Italien                | |                                                                                      |
| Museo ebraico Roma                                                    | Rom                                        | Italien                | |                                                                                      |
| Museo Ebraico di Venezia                                              | Venedig                                    | Italien                | |                                                                                      |
| Museo Sefardí                                                         | Toledo                                     | Spanien                | |                                                                                      |
| Museum Shalom Europa                                                  | Würzburg                                   | Deutschland            | |                                                                                      |
| Museum Winnweiler – Jüdisches Museum der Nordpfalz                    | Winnweiler                                 | Deutschland            | |                                                                                      |
| Museum of Jewish Heritage                                             | New York City                              | Vereinigte Staaten     | |                                                                                      |
| Museum zur Geschichte der Juden in Kreis und Stadt Heilbronn          | Obersulm-Affaltrach                        | Deutschland            | |                                                                                      |
| Museum SchPIRA                                                        | Speyer                                     | Deutschland            | |                                                                                      |
| Muzeul de Istorie al Comunităților Evreilor din România               | Bukarest                                   | Rumänien               | |                                                                                      |
| Muzeum Historii Żydów Polskich                                        | Warschau                                   | Polen                  | eröffnet am 19. April 2013 |                                                                                      |
| Múzeum židovskej kultúry                                              | Bratislava                                 | Slowakei               | Das Museum der jüdischen Kultur wurde 1993 eröffnet und ist Teil des Slowakischen Nationalmuseums. |                                                                                      |
| Museum für jüdische Geschichte und Kultur der Bukowina                | Czernowitz                                 | Ukraine                | 2008 eröffnet. Die Bukowina liegt in der Westukraine nahe der rumänischen Grenze. |                                                                                      |
| National Museum of American Jewish History                            | Philadelphia                               | Vereinigte Staaten     | |                                                                                      |
| Oratorio Marini                                                       | Livorno                                    | Italien                | |                                                                                      |
| Österreichisches Jüdisches Museum (OJM)                               | Eisenstadt                                 | Österreich             | |                                                                                      |
| Prager-Haus Apolda                                                    | Apolda                                     | Deutschland            | |                                                                                      |
| Rabbinatsmuseum Braunsbach                                            | Braunsbach                                 | Deutschland            | |                                                                                      |
| Saint John Jewish Historical Museum                                   | Saint John                                 | Kanada                 | |                                                                                      |
| Solomon-Museum                                                        | Berat                                      | Albanien               | |                                                                                      |
| Sydney Jewish Museum                                                  | Sydney                                     | Australien             | |                                                                                      |
| Jüdisches Museum der Türkei                                           | Istanbul                                   | Türkei                 | |                                                                                      |
| Valstybinis Vilniaus Gaono Žydų Muziejus                              | Vilnius                                    | Litauen                | |                                                                                      |
| Židovské muzeum v Praze                                               | Prag                                       | Tschechien             | |                                                                                      |
| South African Jewish Museum                                           | Kapstadt                                   | Südafrika              | |                                                                                      |
| Jüdisches Flüchtlingsmuseum                                           | Shanghai                                   | Volksrepublik China    | |                                                                                      |